# Sway (Rapper)
Sway (* 5. September 1982 in London; richtiger Name Derek Andrew Safo), auch Sway DaSafo, ist ein britischer Rapper ghanaischer Abstammung.

## Karriere
Sway wuchs im Norden Londons auf und begann mit 15, für andere Rapper Beats zu erstellen und zuhause eigene Mixtapes aufzunehmen. 2005 fanden seine selbstveröffentlichten Aufnahmen This Is My Promo Vol. 1 und Vol.2 ihren Weg zu Piratensendern und schließlich zum BBC-Sender 1Xtra. Ohne Plattenvertrag und richtige Veröffentlichung erhielt er überraschend bei den MOBO Awards 2005 die Auszeichnung als bester Hip-Hop-Interpret.
Trotz der folgenden Angebote von Plattenfirmen entschloss sich der Rapper zu einer Independent-Veröffentlichung seines ersten richtigen Albums This Is My Demo. Mit Little Derek enthielt es einen Top-40-Hit, war sonst aber eher zurückhaltend erfolgreich.
Danach unterschrieb er beim Label Konvict des US-Musikers Akon. Dort erschien 2008 seine Signature LP, die allerdings kaum erfolgreicher war als der Vorgänger. Drei Singleauskopplungen landeten in den UK Top 75.

## Diskografie

### Studioalben
| Jahr | Titel                 | Höchstplatzierung, Gesamtwochen, AuszeichnungChartsChartplatzierungen (Jahr, Titel, Platzierungen, Wochen, Auszeichnungen, Anmerkungen) | Anmerkungen                           |
| Jahr | Titel                 | UK | Anmerkungen                           |
| ---- | --------------------- | --- | ------------------------------------- |
| 2006 | This Is My Demo       | UK45 (2 Wo.)UK | Erstveröffentlichung: 5. Februar 2006 |
| 2008 | The Signature LP      | UK51 (1 Wo.)UK | Erstveröffentlichung: 5. Oktober 2008 |
| 2015 | The Deliverance       | UK150 (1 Wo.)UK | Erstveröffentlichung: 24. Juli 2015   |
| 2018 | Verses from the Vault | — | Erstveröffentlichung: 26. Januar 2018 |

### Singles
| Jahr | Titel Album                            | Höchstplatzierung, Gesamtwochen, AuszeichnungChartsChartplatzierungen (Jahr, Titel, Album, Platzierungen, Wochen, Auszeichnungen, Anmerkungen) | Anmerkungen                                                     |
| Jahr | Titel Album                            | UK | Anmerkungen                                                     |
| ---- | -------------------------------------- | --- | --------------------------------------------------------------- |
| 2005 | Harvey Nicks A Breath of Fresh Attire  | UK62 (2 Wo.)UK | Erstveröffentlichung: Mai 2005                                  |
| 2006 | Little Derek This Is My Demo           | UK38 (4 Wo.)UK | Erstveröffentlichung: 16. Januar 2006 feat. Baby Blue           |
| 2006 | Products This Is My Demo               | UK93 (1 Wo.)UK | Erstveröffentlichung: Mai 2006                                  |
| 2008 | Saturday Night Hustle The Signature LP | UK67 (1 Wo.)UK | Erstveröffentlichung: 15. September 2008 feat. Lemar            |
| 2009 | Silver & Gold The Signature LP         | UK61 (4 Wo.)UK | Erstveröffentlichung: 15. Februar 2009 feat. Akon               |
| 2009 | Mercedes Benz –                        | UK53 (2 Wo.)UK | Erstveröffentlichung: 25. Oktober 2009                          |
| 2011 | Still Speedin' –                       | UK19 (5 Wo.)UK | Erstveröffentlichung: 4. Dezember 2011                          |
| 2012 | Level Up –                             | UK8 (8 Wo.)UK | Erstveröffentlichung: 8. April 2012                             |
| 2013 | No Sleep –                             | UK44 (2 Wo.)UK | Erstveröffentlichung: Oktober 2013 feat. KSI & Tigger da Author |